# L'Empereur du Portugal
Pour plus de détails, voir Fiche technique et Distribution.
L'Empereur du Portugal (Kejsarn av Portugallien) est un film suédois réalisé par Gustaf Molander, sorti en 1944.

## Fiche technique
- Titre : L'Empereur du Portugal
- Titre original : Kejsarn av Portugallien
- Réalisation : Gustaf Molander
- Scénario : Rune Lindström, d'après le roman éponyme de Selma Lagerlöf
- Musique :  Lille Bror Söderlundh
- Photographie : Gösta Roosling
- Montage : Allan Ekelund et Oscar Rosander
- Production : Harald Molander
- Société de production : Svensk Filmindustri
- Pays :  Suède
- Genre : Drame
- Durée : 109 minutes
- Dates de sortie : 
  -  Suède : 26 décembre 1944

## Distribution
- Victor Sjöström
- Gunn Wållgren
- Karl-Arne Holmsten
- Hilda Borgström
- Olof Winnerstrand